# Rosiarka
Rosiarka je přírodní rezervace v oblasti Muráňská planina.
Nachází se v katastrálním území obcí Tisovec a Pohronská Polhora v okrese Brezno a okrese Rimavská Sobota v Banskobystrickém kraji. Území bylo vyhlášeno či novelizováno v roce 1996 na rozloze 5,8700 ha. Ochranné pásmo nebylo stanoveno.